# Ganimedes (Egito)
Ganimedes  ( ? - 47 a.C.) era um eunuco a serviço dos últimos faraós Ptolomeus. Guardião da princesa Arsinoe IV, irmã de Cleópatra, foi nomeado comandante do exército egípcio.
Quando a guerra civil eclodiu entre Ptolomeu XIII e Cleópatra, Arsinoe escapou do palácio de Alexandria juntamente com Ganimedes, onde se juntou ao exército comandado pelo general  Áquila contra os invasores romanos. Depois de um confronto entre o eunuco e o general, ela mandou executar Áquila junto com Potino e nomeou Ganimedes como chefe do exército. Depois da derrota na Batalha do Nilo, ou fugiu do Egito ou morreu afogado junto com Ptolemeu XIII.